# Scopulus

Vista de Nilokeras Scopulus en Marte capturada por el sistema de imágenes de emisión térmica (THEMIS) de la nave espacial Mars Odyssey.

En astrogeología, un scopulus (pl. scopuli, del griego σκόπελος "pico")) es un escarpe lobulada o irregular . A principios de la década de 1970, la Unión Astronómica Internacional (UAI) adoptó scopulus como uno de los términos descriptivos oficiales de las características topográficas de Marte y otros planetas y satélites. Una justificación para usar descriptores latinos o griegos neutros era que permitía nombrar y describir características antes de que se pudiera determinar su geología o geomorfología. Actualmente, la IAU reconoce 54 términos descriptivos (ver Nomenclatura planetaria). Trece características con el término descriptor scopulus están presentes en Marte.

## Scopuli en Marte
| Nombre             | Coordenadas de Marte   | Cuadrilátero                   | Longitud |
| ------------------ | ---------------------- | ------------------------------ | -------- |
| Abalos Scopuli     | 80°43′12″N 283°26′24″E | Cuadrilátero Mare Boreum       | 109 km   |
| Australe Scopuli   | 83°28′48″S 247°03′36″E | Cuadrilátero Mare Australe     | 505 km   |
| Boreales Scopuli   | 88°52′48″N 269°50′24″E | Cuadrilátero Mare Boreum       | 1,13 km  |
| Nilokeras Scopulus | 31°43′12″N 304°09′00″E | Cuadrángulo de yegua Acidalium | 901 km   |